# 投資コンサルタント
投資コンサルタント（investment consultant）は投資助言・投資代理業を行うコンサルタントで、投資顧問業者、生命保険会社や証券会社、不動産投資顧問業者などの組織・法人・会社に属しあるいは個人で営むほか、税理士や公認会計士がコンサルティング業務を補助する場合もある。
資格はファイナンシャルプランナー（FP）のほかに証券アナリストや公認 不動産コンサルティングマスターなどを保有している場合もある。資格保有が義務付けられている業種ではないが、平成19年9月30日に施行された金融商品取引法によって、投資助言・代理業をはじめるには、金融庁に登録が必要ではある。
主にはつぎのとおり。
金融投資コンサルタント　広い意味で金融投資のアドバイスを行う
資産運用コンサルタント　資産設計をコンサルティング　インハウスのFPでない自社商品を持っていない、コンサルティング料を支払うタイプのコンサルタント会社ならば一定の投資商品（保険ならば自社商品）に偏ることはない。
不動産投資コンサルタント　不動産コンサルティングを行う。資産をコンサルティングするのは同じだが、基本的に不動産投資に限定して提案。

## コンサルティング例
- 株式投資など具体的な投資とその運用
- 資産運用・資産形成コンサルティング[2]
- 保険 (生命保険・損害保険) の見直しなど
- 相続包括コンサルティング
- 年金運用コンサルティング
- 土地活用提案
- 物件取得後の不動産投資のコンサルティング
- 不動産を保有している資産家に代わり、不動産運用・不動産投資全般の業務受託